# Waddington (village, New York)
Pour les articles homonymes, voir Waddington.
Ne doit pas être confondu avec Waddington (New York).
Waddington est un village du comté de Saint Lawrence, dans l'État de New York, aux États-Unis,. En 2010, il comptait une population de 972 habitants.

## Démographie
Lors du recensement de 2010, le village comptait une population de 972 habitants, tandis qu'en 2019, elle est estimée à 943 habitants.